# Итунхэ
Итунхэ (кит. 伊通河) — река на севере Китая, в провинции Гирин, протекая через город Чанчунь.

## География
Берёт своё начало в Итун-Маньчжурском автономный уезде, протекает в северо-восточном направлении, и впадает в реку Иньмахэ, один из притоков реки Сунгари.
Протяжённость реки составляет 343,5 км. Площадь водосборного бассейна насчитывает 8545 км².